# Foho Mutolaeo
Der Foho Mutolaeo (kurz: Mutolaeo) ist ein Berg in der osttimoresischen Gemeinde Bobonaro. Er liegt im Süden des Sucos Dau Udo (Verwaltungsamt Cailaco), in der Aldeia Sah-Heu und hat eine Höhe von 536 m. Nördlich liegt der Foho Aisaromelau (524 m). Im Westen trennt der Timerema, ein Nebenfluss des Nunura, den Mutolaeo vom Foho Nunulau (672 m).